# Morti nel 2001/Marzo
| Questa pagina contiene informazioni ricavate automaticamente dalle voci biografiche con l'ausilio del template Bio e di un bot. L'aggiornamento è periodico e automatico e ricostruisce completamente la pagina. Se manca una persona in questa lista, sei pregato di non aggiungerla, ma accertati piuttosto che la sua voce biografica contenga il template Bio e che i dati anagrafici siano correttamente compilati. Se il template Bio manca, inseriscilo tu stesso o, in alternativa, metti l'avviso {{tmp\|Bio}} che ne segnala la mancanza. Se i dati riportati sono sbagliati, correggi direttamente la voce biografica; le modifiche saranno visibili in questa lista entro pochi giorni. Per chiarimenti vedi il progetto biografie. La lista contiene solo le 126 persone che sono citate nell'enciclopedia e per le quali è stato implementato correttamente il template Bio. Pagina aggiornata al 10 feb 2025. |

- 1º marzo - Antonia Ciasca, archeologa italiana (n. 1930)
- 1º marzo - Bruno Mazzotta, musicista e compositore italiano (n. 1921)
- 1º marzo - John Painter, supercentenario statunitense (n. 1888)
- 1º marzo - Hannie Termeulen, nuotatrice olandese (n. 1929)
- 1º marzo - Henry Menasco Wade, giurista e avvocato statunitense (n. 1914)
- 1º marzo - Colin Webster, calciatore gallese (n. 1932)
- 1º marzo - Marcello Zago, arcivescovo cattolico e religioso italiano (n. 1932)
- 2 marzo - Sándor Kopácsi, politico ungherese (n. 1922)
- 2 marzo - Klement Steinmetz, calciatore austriaco (n. 1915)
- 3 marzo - Nicola Cotecchia, politico e funzionario italiano (n. 1914)
- 3 marzo - Maija Isola, designer finlandese (n. 1927)
- 3 marzo - Sandro Petrucci, giornalista italiano (n. 1931)
- 3 marzo - Ruhi Sarıalp, triplista turco (n. 1924)
- 3 marzo - Eugene Sledge, militare statunitense (n. 1923)
- 4 marzo - Jean Bazaine, pittore francese (n. 1904)
- 4 marzo - Glenn Hughes, cantante statunitense (n. 1950)
- 4 marzo - Harold Stassen, politico statunitense (n. 1907)
- 4 marzo - Mario Stefani, poeta italiano (n. 1938)
- 5 marzo - Frans De Mulder, ciclista su strada belga (n. 1937)
- 5 marzo - János Páder, allenatore di pallacanestro ungherese (n. 1926)
- 6 marzo - Edmond Bernhard, regista e sceneggiatore belga (n. 1919)
- 6 marzo - Mário Covas, ingegnere e politico brasiliano (n. 1930)
- 6 marzo - Jim Taylor, calciatore e allenatore di calcio inglese (n. 1917)
- 6 marzo - Kim Walker, attrice statunitense (n. 1968)
- 6 marzo - Luce d'Eramo, scrittrice italiana (n. 1925)
- 7 marzo - Vittorio Bernardetto, vescovo cattolico italiano (n. 1925)
- 7 marzo - Frankie Carle, pianista statunitense (n. 1903)
- 7 marzo - Al Palladini, politico italiano (n. 1943)
- 7 marzo - Angelo Solazzo, calciatore italiano (n. 1921)
- 8 marzo - Ginetta Calliari, scrittrice italiana (n. 1918)
- 8 marzo - Ninette de Valois, ballerina e coreografa irlandese (n. 1898)
- 8 marzo - Pio Fontana, scrittore e critico letterario svizzero (n. 1927)
- 8 marzo - Bent Hansen, calciatore danese (n. 1933)
- 8 marzo - Takashige Matsumoto, pallanuotista giapponese (n. 1908)
- 9 marzo - Vincent Alo, mafioso statunitense (n. 1904)
- 9 marzo - Henry Jonsson, mezzofondista svedese (n. 1912)
- 9 marzo - Giancarlo Prete, attore, doppiatore e direttore del doppiaggio italiano (n. 1943)
- 9 marzo - Richard Stone, compositore statunitense (n. 1953)
- 10 marzo - Zenny de Azevedo, cestista brasiliano (n. 1925)
- 10 marzo - Nicholas Geōrgiadīs, scenografo, costumista e pittore greco (n. 1923)
- 10 marzo - Mario Maffei, regista, sceneggiatore e attore italiano (n. 1918)
- 10 marzo - Massimo Morsello, cantautore e terrorista italiano (n. 1958)
- 10 marzo - Jorge Recalde, pilota di rally argentino (n. 1951)
- 10 marzo - Michael Woodruff, chirurgo inglese (n. 1911)
- 12 marzo - Morton Downey Jr., attore e showman statunitense (n. 1932)
- 12 marzo - Alan Greene, tuffatore statunitense (n. 1911)
- 12 marzo - Henry Lee Lucas, serial killer statunitense (n. 1936)
- 12 marzo - Robert Ludlum, scrittore statunitense (n. 1927)
- 12 marzo - Giorgio Morandi, politico italiano (n. 1905)
- 12 marzo - Sidney Dillon Ripley, ornitologo statunitense (n. 1913)
- 13 marzo - John A. Alonzo, direttore della fotografia e regista statunitense (n. 1934)
- 13 marzo - Encarnación Alzona, storica e docente filippina (n. 1895)
- 13 marzo - Walter Dukes, cestista statunitense (n. 1930)
- 14 marzo - Tommaso Zerbi, economista e politico italiano (n. 1908)
- 15 marzo - Gaetano Cozzi, storico italiano (n. 1922)
- 15 marzo - Angelo Dalle Molle, imprenditore italiano (n. 1908)
- 15 marzo - Daniel Sénélar, pittore francese (n. 1925)
- 15 marzo - Anton Kopčan, calciatore cecoslovacco (n. 1929)
- 15 marzo - Mahmoud Reza Pahlavi, principe iraniano (n. 1926)
- 15 marzo - Ann Sothern, attrice statunitense (n. 1909)
- 16 marzo - Ivo Barbini, politico e partigiano italiano (n. 1923)
- 16 marzo - Isao Okawa, imprenditore giapponese (n. 1926)
- 16 marzo - Norma MacMillan, attrice e doppiatrice canadese (n. 1921)
- 16 marzo - Elio Scardamaglia, produttore cinematografico e regista italiano (n. 1920)
- 16 marzo - Maria Tasnady, attrice e cantante ungherese (n. 1911)
- 16 marzo - Bob Wollek, pilota automobilistico francese (n. 1943)
- 17 marzo - Viktor Borisovič Krivulin, poeta, scrittore e saggista russo (n. 1944)
- 17 marzo - Luigi Pagliarani, psicologo e giornalista italiano (n. 1922)
- 17 marzo - Richard Steere, schermidore statunitense (n. 1909)
- 17 marzo - Ralph Thomas, regista cinematografico inglese (n. 1915)
- 17 marzo - Uberto Tosco, botanico e musicista italiano (n. 1915)
- 17 marzo - Zinaida Voronina, ginnasta sovietica (n. 1947)
- 18 marzo - Vasilij Ivanovič Abaev, linguista sovietico (n. 1900)
- 18 marzo - John Phillips, cantautore statunitense (n. 1935)
- 18 marzo - Antonio Valentini, arcivescovo cattolico italiano (n. 1921)
- 19 marzo - Gordon Brown, rugbista a 15 britannico (n. 1947)
- 19 marzo - Boris Gregorka, ginnasta sloveno (n. 1906)
- 20 marzo - Nicolas Hommel, diplomatico lussemburghese (n. 1915)
- 20 marzo - Sergio Lenci, architetto italiano (n. 1927)
- 20 marzo - Ilie Verdeț, politico romeno (n. 1925)
- 21 marzo - Wim van der Kroft, canoista olandese (n. 1916)
- 21 marzo - Luigi Pennacchio, saltatore con gli sci italiano (n. 1933)
- 21 marzo - Basilea Schlink, religiosa e scrittrice tedesca (n. 1904)
- 21 marzo - Billy Ray Smith, giocatore di football americano statunitense (n. 1935)
- 21 marzo - Anthony Steel, attore britannico (n. 1920)
- 21 marzo - Marcello Tusco, attore e doppiatore italiano (n. 1930)
- 22 marzo - Stepas Butautas, cestista e allenatore di pallacanestro sovietico (n. 1925)
- 22 marzo - Sabiha Gökçen, aviatrice turca (n. 1913)
- 22 marzo - William Hanna, regista, produttore televisivo e produttore cinematografico statunitense (n. 1910)
- 22 marzo - Václav Morávek, calciatore cecoslovacco (n. 1921)
- 22 marzo - Rolf Birger Pedersen, calciatore norvegese (n. 1939)
- 22 marzo - Toby Wing, attrice statunitense (n. 1915)
- 23 marzo - Italo Kuhne, giornalista e avvocato italiano (n. 1930)
- 23 marzo - David McTaggart, ambientalista canadese (n. 1932)
- 24 marzo - Alessandro Maria Gottardi, arcivescovo cattolico italiano (n. 1912)
- 24 marzo - N. G. L. Hammond, storico e topografo britannico (n. 1907)
- 24 marzo - Tambi Larsen, scenografo danese (n. 1914)
- 24 marzo - Corrado Maltese, storico dell'arte italiano (n. 1921)
- 24 marzo - Birgit Åkesson, ballerina e coreografa svedese (n. 1908)
- 25 marzo - Gemma Fortini, storica e giornalista italiana (n. 1926)
- 26 marzo - Luigi Anderlini, politico italiano (n. 1921)
- 26 marzo - Brenda Helser, nuotatrice statunitense (n. 1924)
- 26 marzo - Piero Piazzano, ingegnere e giornalista italiano (n. 1939)
- 26 marzo - Piotr Sobociński, direttore della fotografia polacco (n. 1958)
- 27 marzo - Anthony Dexter, attore statunitense (n. 1913)
- 27 marzo - Gérard Verbeke, presbitero e storico della filosofia belga (n. 1910)
- 27 marzo - Cinzio Violante, storico italiano (n. 1921)
- 28 marzo - Lillian Palmer, velocista canadese (n. 1913)
- 29 marzo - Edward Frederick Anderson, botanico statunitense (n. 1932)
- 29 marzo - George Connor, pilota automobilistico statunitense (n. 1908)
- 29 marzo - Helge Ingstad, esploratore, avvocato e politico norvegese (n. 1899)
- 29 marzo - Aleksandr Nikolaevič Kibizov, militare sovietico (n. 1912)
- 29 marzo - John Lewis, pianista statunitense (n. 1920)
- 29 marzo - Angiola Massucco Costa, psicologa e politica italiana (n. 1902)
- 29 marzo - Guido Davide Neri, filosofo italiano (n. 1935)
- 29 marzo - Paul Uellendahl, pallanuotista tedesco (n. 1919)
- 29 marzo - Kōji Yamamoto, cestista giapponese (n. 1952)
- 30 marzo - Cyrus Gordon, archeologo statunitense (n. 1908)
- 31 marzo - Jean-Marc Bory, attore e regista svizzero (n. 1934)
- 31 marzo - Luigi Bretti, calciatore italiano (n. 1930)
- 31 marzo - Diego García, maratoneta spagnolo (n. 1961)
- 31 marzo - Luigi Molina, calciatore italiano (n. 1927)
- 31 marzo - David Rocastle, calciatore inglese (n. 1967)
- 31 marzo - Clifford Shull, fisico statunitense (n. 1915)
- 31 marzo - Colette Thomas, nuotatrice francese (n. 1929)
- 31 marzo - Arthur Geoffrey Walker, matematico e cosmologo britannico (n. 1909)